# Дві сестри (фільм, 1929)
«Дві сестри» (англ. Two Sisters) — американська драма 1929 року режисера Скотта Пемброука та за участю Бориса Карлоффа. Фільм є одним з останніх, що були створені на плівці Phonofilm. Фільм вважається втраченим.

## У ролях
- Віола Дена — Джейн
- Рекс Ліз — Алан Роудз
- Клер Дю Брей — Роуз
- Томас Г. Лінгем — Джексон
- Ірвінг Бейкон — Чамлі
- Томас А. Каррен — суддя Родос
- Борис Карлофф — Сесіл
- Аделін Ешбері — місіс Родос